# ماريسا موري
ماريسا موري (بالإيطالية: Marisa Mori)‏ هي رسامة إيطالية، ولدت في 9 مارس 1900 في فلورنسا في إيطاليا، وتوفيت في 6 فبراير 1985.